# Oakdale (Nebraska)
Oakdale – wieś w Stanach Zjednoczonych, w stanie Nebraska, w hrabstwie Antelope.